# Liste des évêques de Melfi

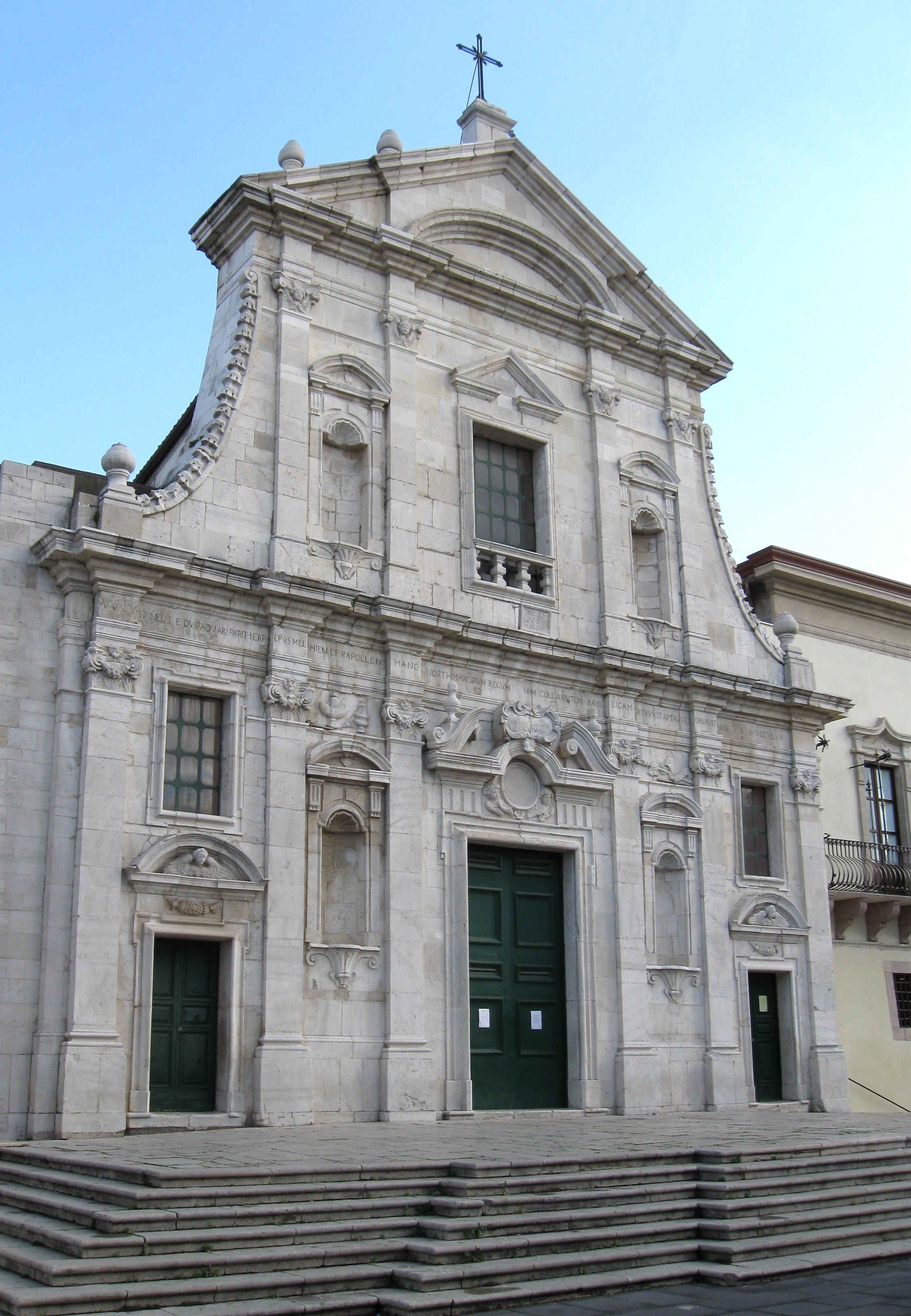
Cathédrale Santa Maria Assunta à Melfi

Le diocèse de Melfi est un diocèse italien dans la région ecclésiastique de la Basilicate avec siège à Melfi. Le diocèse est fondé au XIe siècle. En 1528 le diocèse de Melfi et uni avec le diocèse de Rapolla dans le diocèse de Melfi-Rapolla et en 1986 le diocèse de Melfi-Rapolla est uni avec le diocèse de Venosa dans le diocèse de Melfi-Rapolla-Venosa.

## Évêques de Melfi
- Baldovino † (1059 - 1093)
- Guglielmo Ier † (1097 - 1102)
- Ruggero † (1155)
- Rodolfo † (1179)
- Guglielmo II † (1193)
- Giacomo Ier † (? - 1202)
- R. † (? - vers 1213)
- Richerio † (1213 - 1224)
- Ruggero de Lentino, O.P. † (1251 - ?)
- Guglielmo III † (1261 - ?)
  - Francesco Monaldeschi (it) † (1278 - 1280)
- Sinibaldo, O.F.M. † (1280 - ?)
- Saracino † (1295 - ?)
- Costantino † (1317 - 1324)
- Guglielmo IV † (1324 - ?)
- Alessandro da Sant'Elpidio, O.E.S.A. † (1326 - 1328)
- Monaldo Monaldi, O.F.M. † (1328 - 1332)
- Giacomo II † (1332 - 1347)
- Pietro di Clusello † (1347 - 30 mai 1348)
- Giovanni de Naso, O.P. † (1348 - 27 juillet 1349)
- Nicola de Teramo † (4 septembre 1349 - 21 octobre 1349)
- Nicola Caracciolo † (1349 - 14 décembre 1362)
- Antonio da Rivello, O.P. † (1363 - 1366)
- Pandolfo da Siroponte † (1366 - 1369)
- Francesco Sconditi † (1369 - ?)
- Giacomo † (1382 - ?)
- Antonio de Samudia † (1384 - 1412) 
  - Elia † (1384 - ?) (anti-évêque)
  - Nicola † (? - 23 mars 1395) (anti-évêque)
  - Giovanni Dominici, O.P. † (2 mars 1412 - 1412) (administrateur apostolique)
- Roberto Acciaioli † (1412 - 1412)
- Francesco Carosio † (1412 - 1418)
- Astorgio Agnese † (25 janvier 1418 - 6 mars 1419)
  - Giacomo Isolani † (1420 - 24 février 1425) (administrateur apostolique)
- Nicola Giorgio de Maglinto † (1425 - ?)
- Francesco Palombo † (12 décembre 1431 - 1437)
- Onofrio di Francesco di Sanseverino † (1437 - 1450)
- Alfonso Costa † (1450 - ?)
- Gaspare Loffredi † (1472 - 1480)
- Ottaviano Bentivoglio † (1480 - 10 mai 1486)
- Francesco Caracciolo † (1486 - ?)
- Juan de Borja Llançol de Romaní † (19 septembre 1494 - 3 décembre 1498)
- Juan Ferrer † (3 décembre 1498 - 26 juillet 1499)
- Raffaele di Ceva, O.F.M. † (26 juillet 1499 - 1513)
- Lorenzo Pucci † (12 août 1513 - 16 mars 1528)

## Évêques de Melfi et Rapolla
À la suite de la fusion avec le diocèse de Rapolla.
- Giannotto Pucci † (16 mars 1528 - 1537)
- Giovanni Vincenzo Acquaviva d'Aragona † (7 février 1537 - 16 août 1546)
- Roberto Pucci † (7 décembre 1546 - 17 janvier 1547)
- Mario Ruffino † (7 février 1547 - 1548)
- Alessandro Ruffino † (1548 - 1574)
- Gaspare Cenci † (1574 - 1590)
- Orazio Celsi † (1590 - 1590 ou 1591)
- Marco Antonio Amidano † (1591 - 1591)
- Matteo Brumano † (1591 - 1594)
- Placido De Marra † (6 mars 1595 - 2 décembre 1620)
- Desiderio Scaglia, O.P. † (17 mars 1621 - 14 novembre 1622)
- Lazzaro Carafino † (1622 - 1626)
- Deodato Scaglia, O.P. † (16 février 1626 - 18 avril 1644)
- Giacomo Raimondi † (1644 - 1644)
- Gerolamo Pellegrini † (1645 - 1648)
- Luigi Branciforte † (1648 - 1666)
- Giulio Caracciolo, C.R. † (1666 - 1671)
- Tommaso De Franchis † (1671 - 1696)
- Francesco Antonio Triveri † (1696 - 1696)
- Antonio Spinelli, C.R. † (1697 - 1724)
- Mondilio Orsini, C.O. † (20 novembre 1724 - 8 mars 1728)
- Giovanni Saverio De Leoni † (22 novembre 1730 - 5 mars 1735)
- Domenico Rosso, O.S.B.Cel. † (26 septembre 1735 - 8 juillet 1737)
- Luca Antonio della Gatta † (8 juillet 1737 - 25 septembre 1747)
- Pasquale Teodoro Basta † (29 janvier 1748 - 1766)
- Ferdinando De Vicariis, O.S.B. † (14 avril 1766 - 1780)
  - Sede vacante (1780-1784 ou 1792)
  - Agostino Gervasio, O.S.A. † (1784 - 27 février 1792
- Filippo de Aprile † (27 février 1792 - 1811)
  - Sede vacante (1811-1818)
- Gioacchino de Gemmis † (26 juin 1818 - 12 décembre 1822)
- Vincenzo Ferrari, O.P. † (3 mai 1824 - 4 mai 1828)
- Luigi Bovio, O.S.B. † (18 mai 1829 - 6 novembre 1847)
- Ignazio Sellitti † (5 novembre 1849 - 1880)
- Giuseppe Camassa † (4 août 1881 - 15 avril 1912)
- Alberto Costa † (4 janvier 1912 - 7 décembre 1928)
- Luigi dell'Aversana † (29 juillet 1930 - 6 novembre 1934)
- Domenico Petroni † (1er avril 1935 - 5 octobre 1966)
- Giuseppe Vairo † (5 mars 1973 - 25 octobre 1976)
- Armando Franco (it) † (25 octobre 1976 - 12 septembre 1981)
- Vincenzo Cozzi (12 septembre 1981 - 30 septembre 1986)

## Évêques de Melfi-Rapolla-Venosa
- Vincenzo Cozzi (30 septembre 1986 - 13 décembre 2002)
- Gianfranco Todisco, P.O.C.R. (13 décembre 2002-21 avril 2017)